# Huagalina
La 'Huagalina' est une variété de pomme de terre indigène du Pérou qui se rattache à la sous-espèce Solanum tuberosum subsp. andigenum. 
Son nom se réfère à la ferme Huagal, dans le district José Sabogal (province de San Marcos, Cajamarca), où elle trouve son origine.

## Caractéristiques
La pomme de terre 'Huagalina' fait partie du groupe des papas amarillas et se caractérise par la couleur jaune intense de sa chair, tandis que la peau est rougeâtre à rose, avec des taches en halo jaunâtre autour des yeux. Ceux-ci sont légèrement enfoncés. Les tubercules sont petits (moins de 6 cm de long) et de forme ovale arrondie, légèrement aplatis. 
La plante a un port vigoureux et un feuillage vert clair abondant.
Les fleurs sont de couleur lilas.  
Sur le plan culinaire, c'est une pomme de terre farineuse, avec une teneur en matière sèche de 30 à 32 %.
Sur le plan agricole, c'est une variété tardive (cycle végétatif de 180 à 195 jours).
Elle est cultivée traditionnellement dans la Sierra Norte de la région de Cajamarca, de 2000 à 3200 mètres d'altitude. Le rendement peut atteindre 30 tonnes à l'hectare.
Cette variété est sensible au mildiou (Phytophthora infestans) et à la galle verruqueuse ( Synchytrium endobioticum). Toutefois, comme d'autres variétés indigènes cultivées au Pérou, elle est nettement plus résistante à certains virus, tels le virus de l'enroulement et le virus des taches en anneau du tabac (TRSV), que des variétés modernes, notamment la variété péruvienne 'Renacimiento' prise en référence. 